# Gilera MX
La MX è una motocicletta prodotta dal 1988 al 1990 ed è un modello stradale della casa Gilera, che sostituisce la KK e la KZ.

## Versioni

### MX-1
La moto, prodotta dall'88 all'89 ha una carenatura avvolgente, ma che lascia scoperto il telaio e che si rifà molto alle moto che partecipano al motomondiale nella classe 500, da cui riprende anche il serbatoio molto sagomato che però, a differenza della Gilera SP, non è munito di sfiato per i vapori della benzina e ha un solo tappo per il serbatoio. Il serbatoio della benzina si trova al di sotto del motore ed è dotato di pompa elettrica, soluzione che permette di abbassare il baricentro e di ricavare nel finto serbatoio un vano portacasco. Il cupolino della moto è semplice e molto protettivo, munito con due prese d'aria frontali e laterali, anche se lascia scoperte le mani, mentre gli specchietti, il cui disegno si ispirava a quelli della Ferrari Testarossa, sono semplici e piatti e offrono un'ottima visibilità, il faro è dato da due elementi trapezoidali, sulle carenature laterali della moto ci sono delle grandi bocche rettangolari di sfiato per il radiatore, mentre per quanto riguarda il codino della moto, risulta essere snello e squadrato.
Il parafango anteriore ha una forma che copre i foderi degli steli, per nasconderli alla vista e non per proteggere gli steli, in quanto le forcelle sono normali e gli steli sono coperti dalle carene, le ruote sono a cinque raggi e da 16 pollici, il forcellone posteriore è a doppio braccio e ha un sistema Gilera per regolare la distanza della ruota, il freno a disco posteriore è disposto a destra, mentre la corona è a sinistra della moto, l'espansione è completamente nascosta alla vista e termina sotto il codone, con una coppia di silenziatori che rimangono nascosti dalle carenature sotto la sella del passeggero, invece l'impianto elettrico è corredato da un alternatore monofase da 120 W.
Il telaio in acciaio è di tipo Twinbox, mentre il forcellone è in alluminio.
Il motore è l'evoluzione del gruppo della Gilera KK 125, dove viene adottato un'evoluzione del sistema APTS (Automatic Power Tuning System), che viene ridenominato APTS 2, dove viene adottato una valvola diversa e si cambia regime di commutazione, inoltre si adotta una nuova espansione.
I dati raccolti dalle prove indicano una potenza massima alla ruota 28,80 CV a 9.780 giri e una velocità massima di 162,646 km/h, raggiunti sulla pista di Nardò (LE) nel Giugno 1988 con moto di serie, ottenendo 4 record del Mondo: 
1) 6 ore alla media di 162,468 km/h 
2) 1000 km coperti in 6 ore e 8 minuti alla media di 162,646 km/h 3) 12 ore alla media di 160,265 km/h 
4) 24 ore alla media di 155,413 km/h percorrendo oltre 3729 km), frutto soprattutto di una migliore aerodinamica con maggiore protezione del pilota. Per celebrare questi record, viene prodotta in una nuova versione nera e rossa, denominata MX 1 Record.

### MX-R
Lanciata nel febbraio 1989 e venduta immediatamente dopo, la MX-R Top Gilera Endurance è l'evoluzione del precedente modello MX-1. 
La strategia di Gilera per il 1989 nel mondo delle 125 Sport era duplice: in primo luogo, la MX-R adatta per i sedicenni amanti di moto sportive stradali dalla grande duttilità, con una comoda impostazione di guida, anche in due, ottima protezione dall'aria e fluidità di erogazione; dall'altro vi era la SP01, altro inedito, progettato espressamente per le corse in Sport Production e adatto a un pubblico amante delle prestazioni pure, poco comoda nella guida cittadina, con un'erogazione scarsa ai bassi regimi ma appuntita e molto generosa agli alti regimi, dotata di un allungo fino ad all'ora sconosciuto alle 125 sport. 
Purtroppo per Gilera, questa strategia non venne premiata dal mercato: un mercato delle 125 sportive sempre più affollato dalla concorrenza portò a una crisi di identità per il marchio Gilera con conseguenti gravi problemi finanziari derivanti dai notevoli investimenti fatti.
I problemi, che si renderanno ogni anno più importanti, portarono alla cessione del marchio al Gruppo Piaggio nel 1991 con la chiusura definitiva degli stabilimenti di Arcore nel 1992.
La MX-R anche se con una nuova carenatura completa, un proiettore nuovo a doppia luce e un po' di raffinatezze tecniche non evitarono insieme con le sport production SP01 prima, la SP02 la SP91 Crono e la futuristica CX poi, il declino definitivo di Gilera come marchio indipendente (anche se ufficialmente l'ultima stradale prodotta dal marchio, già passato sotto gestione del Gruppo Piaggio, fu la GFR, venduta dal '93 quando la Gilera era ormai passata negli stabilimenti di Pontedera con il destino di produrre scooter e parti di essi per il Gruppo Piaggio). Per questi motivi si può affermare che la MX-R non ebbe una erede di segmento
La MX-R rimase in listino per due anni fino al 1991. Prezzo nel 1989: 5.600.000 lire f.c.
Colori disponibili: nero, rosso e bianco.
La MX-R, soprattutto nel colore nero, ha una linea imponente, ma elegante e allo stesso tempo attraente quanto alcune repliche prodotte dai concorrenti.
Vi erano diverse differenze con la MX-1:
- il profilo di carena completamente nuovo, ottimizzato per migliorare la protezione del pilota dal vento nella zona spalle e gambe e aumentare il flusso d'aria per il raffreddamento al motore;
- la carena completamente sigillata che nasconde l'ottimo telaio TwinBox uguale nelle geometrie a quello della MX-1 con differenti appendici di ancoraggio carene;
- le prese d'aria laterali per evacuare l'aria calda dal radiatore;
- il cupolino più grande e protettivo che ospita un nuovo e bello l'apparecchio a doppia luce; la decisione bizzarra di eliminare la cupola in plexiglas (scelta che aveva fatto solo la Cagiva con la C9) che esclude la possibilità di vedere nello scafo alla velocità massima, molto bella nel design, ma non molto utile, per la mancanza di visibilità offerta;
- i nuovi specchietti retrovisori prodotti dalla Vitaloni, sono decisamente più belli e meno posticci di quelli montati sulla MX1 più esili e verticali.

Confermata la soluzione del serbatoio finto che nasconde un pratico vano portaoggetti in grado di ospitare un casco integrale. Strumentazione di controllo e comandi elettrici rimangono invariati.
Fatta eccezione per prese d'aria sui pannelli laterali leggermente più grandi, il gruppo codone-pannelli laterali con l'ottimo scarico a due terminali alti e la sella rimangono invariati rispetto alla MX-1. Non bello il codone leggermente sottodimensionato nelle proporzioni già con la MX-1 sembra ancor più piccolo con la MX-R dotata di maggiore carenatura all'anteriore.
Ciclistica: invariata rispetto alla MX-1 (citato telaio TwinBox), agile e dalle geometrie che scongiurano da reazioni brusche: sostanzialmente di buon livello e ottima qualità specie nelle saldature.
Il motore della MX-R subisce poche modifiche dalla MX-1:
-nuovo cilindro;
-nuovo sistema di scarico e carburatore diverso ma sempre da 28 (PHBH).
Lasciando le ambizioni sportive alla SP01, le MX-R subisce modifiche al motore volte a stabilire un maggiore rotondità di funzionamento, piuttosto che alla ricerca della potenza massima, il che si traduce in una maggiore corposità ed elasticità ai regimi medi, eliminando il vuoto di erogazione a bassi, pur mantenendo una certa grinta nella curva di erogazione di potenza che resta a livello delle migliori concorrenti. Il motore dona pertanto una guida più fluida e corposa specie nella guida nei tratti misti e con salite e discese, esaltando le buone doti della ciclistica.
Le prove su strada riportano una potenza max di circa 29 cv a 9750 giri.
Il motore della MX-R mostra così un lieve miglioramento rispetto al MX-1 nelle prestazioni assolute a conferma la bontà delle poche modifiche spuntando sui 400 metri in ripresa da 50 km/h un tempo di 20,059 secondi e velocità di uscita di 94 km/h (20,587 s e 91,37 km/h, la MX-1).

## Attività sportiva
La Mx-1 è stata vincitrice del campionato italiano sport production categoria 125.